# Hanne Levison
Hanne Levison, coniugata Knudsen (Copenaghen, 2 agosto 1936), è un'ex pallamanista ed ex cestista danese.

## Carriera

### Pallamano
Disputò 4 incontri con la Danimarca nel 1960.

### Pallacanestro
Con la Danimarca disputò i Campionati europei del 1956.